# Populierenvoorjaarsuil
De populierenvoorjaarsuil (Orthosia populeti) is een nachtvlinder uit de familie Noctuidae, de uilen. De voorvleugellengte bedraagt tussen de 15 en 17 millimeter. De soort komt verspreid over Europa voor. Hij overwintert als pop.

## Waardplanten
De populierenvoorjaarsuil heeft als waardplanten allerlei loofbomen, met name populier.

## Voorkomen in Nederland en België
De populierenvoorjaarsuil is in Nederland en België een zeldzame soort, die verspreid over het hele gebied kan worden gezien. De vlinder kent één generatie die vliegt van begin maart tot en met mei.